# 北爪弘子
北爪 弘子（きたづめ ひろこ、1971年9月8日 - ）は、群馬県の佐波郡赤堀町出身の日本の柔道家。身長155cm。現役時代は61kg級の選手。得意技は背負投、一本背負投。現姓は石川。

## 人物
中学1年の時に親戚が経営している柔道の道場に入門を志すも、女人禁制を理由に断られたが毎日のように道場に日参したことで、師範が根負けして入門が許可されることになった。中学3年の時には強豪校の東中学に転向した。常磐高校に入学すると、1年の時には無差別で争われる金鷲旗の女子個人戦で3位となった。全国高校選手権では1年の時から2連覇を達成した。3年の時には強化選手選考会でも優勝を飾った。1990年に埼玉大学に進学すると、強化選手選考会で2連覇を達成した。2年の時には正力杯で優勝すると、アジア選手権では3位だったものの、福岡国際では3回戦でドイツのフラウケ・アイコフを背負投、決勝でもフランスのカトリーヌ・フローリを一本背負投で下すなど新旧世界チャンピオンを連破しての優勝を飾り、バルセロナオリンピックの代表有力候補となった。しかし、1992年の体重別では2回戦で、後にレスリングに転向して61kg級世界チャンピオンになった住友海上の宮崎未樹子に効果で敗れてオリンピック代表を逃した。1993年の体重別では決勝で住友海上の恵本裕子を2－1の判定で破って世界選手権代表に選ばれた。しかし、世界選手権では初戦で敗れた。1994年に大学を卒業してあさひ銀行所属となると、体重別では惠本に1－2の判定で敗れて2連覇はならなかった。1995年の全国女子体重別で優勝を飾るが、1996年の体重別では決勝でダイコロの中橋治美に技ありで敗れてアトランタオリンピック代表には至らなかった。その後、淑徳中学の教諭になると全国女子体重別では2連覇を飾った。1997年にはワールドカップ国別団体戦で3位となると、フランス国際では優勝を飾った。体重別では決勝でミキハウスの小笠原守美に注意で敗れるも、2度目の世界選手権代表に選ばれた。世界選手権では3回戦で地元フランスのセブリーヌ・バンデネンドに判定で敗れると、敗者復活戦でも韓国の鄭成淑に有効で敗れて7位に終わった。

## 主な戦績
- 1987年 - 金鷲旗 3位（無差別）
- 1988年 - 全国高校選手権 優勝
- 1988年 - アジア選手権 2位
- 1989年 - 全国高校選手権 優勝
- 1989年 - 体重別 3位
- 1989年 - 強化選手選考会 優勝
- 1990年 - ドイツ国際 5位
- 1990年 - イギリス国際 3位
- 1990年 - 強化選手選考会 優勝
- 1991年 - 体重別 2位
- 1991年 - 環太平洋柔道選手権大会 3位
- 1991年 - 正力杯 優勝
- 1991年 - アジア選手権 3位
- 1991年 - 福岡国際 優勝
- 1992年 - 正力杯 2位
- 1992年 - アメリカ国際 優勝
- 1992年 - 福岡国際 2位
- 1993年 - ドイツ国際 5位
- 1993年 - 体重別 優勝
- 1993年 - 東アジア大会 2位
- 1993年 - 正力杯 優勝
- 1993年 - 福岡国際 3位
- 1994年 - 体重別 2位
- 1994年 - 体重別 3位
- 1994年 - 強化選手選考会 5位
- 1995年 - アメリカ国際 3位
- 1995年 - 全国女子体重別 優勝
- 1996年 - 体重別 2位
- 1996年 - 全国女子体重別 優勝
- 1996年 - 福岡国際 3位
- 1997年 - ワールドカップ国別団体戦 3位
- 1997年 - フランス国際 優勝
- 1997年 - 体重別 2位
- 1997年 - 世界選手権 7位

(出典、JudoInside.com)。